# Flora (Tizian)
Flora ist ein Gemälde von Tizian (eigentlich Tiziano Vecellio; 1488/90 – 1576), dem führenden Vertreter der venezianischen Malerei des 16. Jahrhunderts. Das 1517 entstandene Bild befindet sich in der Galerie der Uffizien in Florenz (Saal 28). 

## Geschichte des Bildes
„Bis heute ist nicht genau bekannt, ob das Bildnis die römische Göttin der Blüten (Flora) oder eine venezianische Kurtisane darstellt. Das Bild ist jedoch durch seine sinnlich-erotische Ausstrahlung berühmt geworden. Im 19. Jahrhundert war es eines der am häufigsten kopierten Gemälde der Uffizien“.
Der Name des Bildes, „Flora“, geht auf auf Joachim von Sandrart zurück, einen niederländischen Historiker. Flora war eine Nymphe in der griechischen Mythologie. Sie war Braut des Zephyr. Die Geschichte von Flora und Zephyr wurde von Ovid überliefert.
Joachim von Sandrart sah das Werk um 1635 in Amsterdam in der Sammlung von Don Alfonso Lòpez, dem spanischen Botschafter. Erzherzog Leopold Wilhelm von Österreich kaufte das Gemälde für die „Kaiserlichen Museen“ von Alfredo Lòpez und brachte es nach Wien. Im Rahmen eines Tausches von Kunstwerken zwischen der Kaiserlichen Kunstsammlungen im Belvedere und den Großherzögen der Toskana kam das Bild schließlich nach Florenz.

## Beschreibung

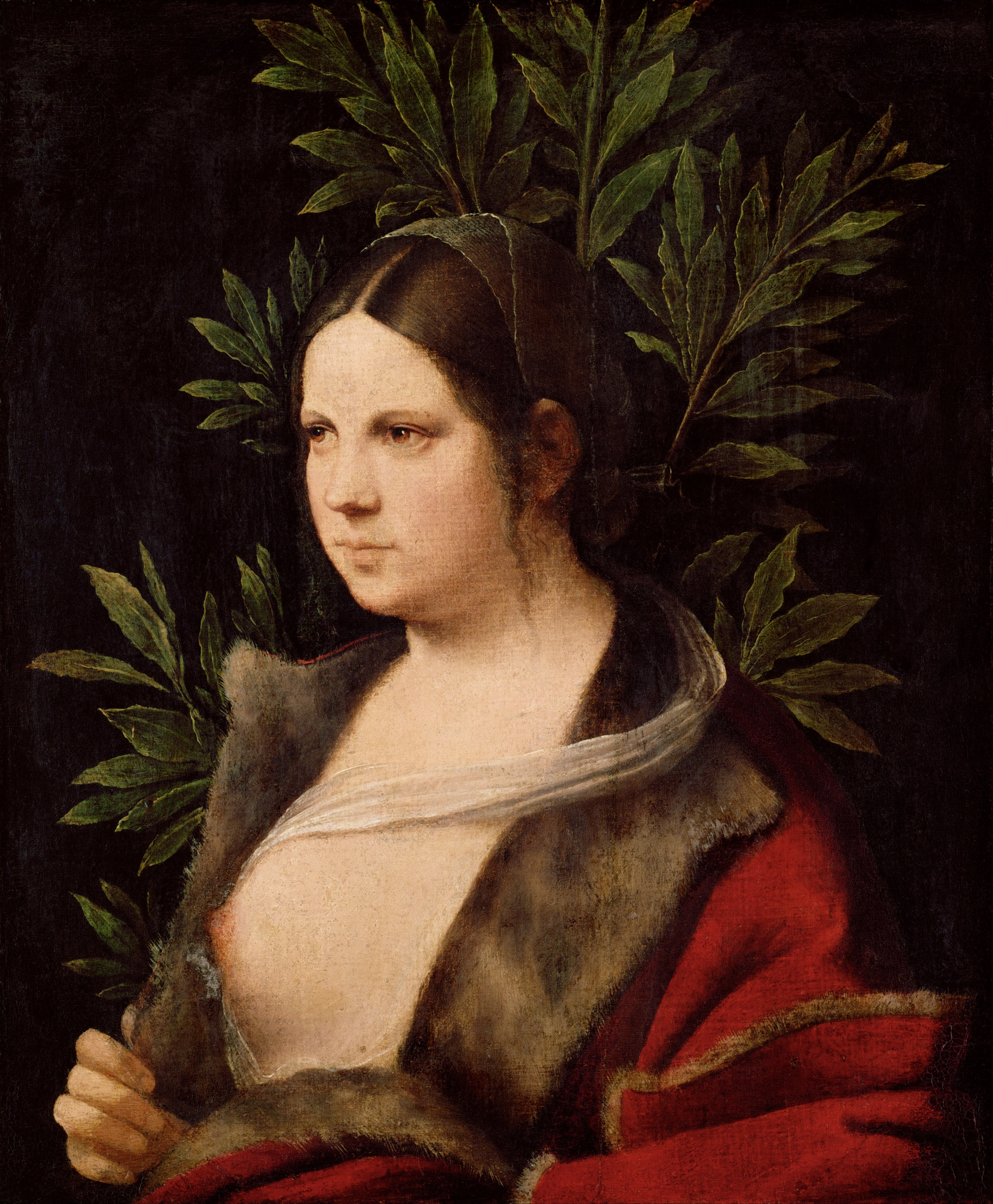
Laura von Giorgione

Mit dem Bildnis der Laura von Giorgione aus dem Jahr 1506 begann die Suche nach der Darstellung weiblicher Schönheit. So ist die „Flora“ wahrscheinlich keine eindeutige Anspielung auf die Göttin der Blüte und des fröhlichen Lebensgenusses, sondern vielmehr auf die weibliche Schönheit, die Bescheidenheit und Sinnlichkeit zu verbinden vermag.
Vor einem braunen Hintergrund steht eine junge Frau, die in der rechten Hand ein Frühlingsblumensträußchen mit Veilchen, Rosenknospen und Jasmin hält. Am Ringfinger trägt sie fast unsichtbar einen Ring, der sie als Verlobte kenntlich macht. Mit der linken Hand hält sie ihr strahlend weißes Gewand, das über ihre Schulter fällt und einen Blick auf ihre gerade noch bedeckte Brust frei gibt, die sie fast schüchtern verhüllt. Das antik anmutende Gewand aus weißem Leinenstoff soll sie als „Flora“ kennzeichnen. Ihr ausdrucksstarkes Gesicht mit leuchtend blasser Haut und rosigen Wangen, das von lockerem, langem, kupferblondem Haar umrahmt wird, entspricht mit seinen zarten Zügen allen Vorstellungen weiblicher Schönheit des 16. Jahrhunderts.